# Acqua & Sapone (azienda)
Acqua & Sapone S.r.l. è una società italiana operante nella grande distribuzione organizzata.

## Storia

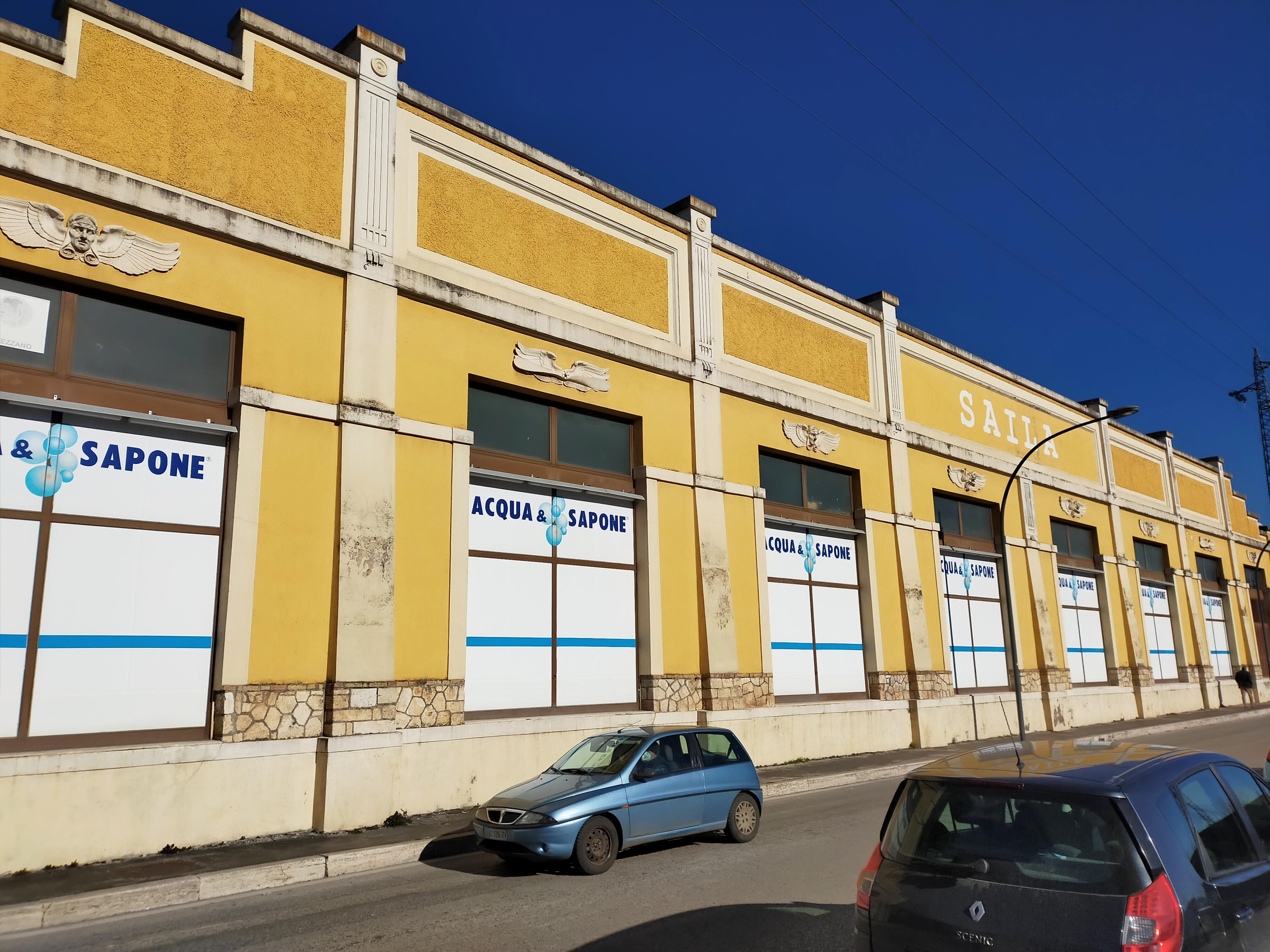
Acqua & Sapone ad Avezzano (quartiere Borgo Pineta)

Nasce nel 1992 per mezzo di otto aziende (Cesar, Gottardo, Gruppo SDA, Leto, LGM, Quamar, Reale Commerciale, VDM Vaccaro Distribuzione Merci e 4 Ingros) che creano una società consortile denominata Cedas, a cui viene ceduto il marchio, allo scopo di estenderlo a livello nazionale: ogni società gestisce il marchio in una certa zona geografica.
4 Ingros ha abbandonato poco dopo la società, lasciando le altre otto, a cui nel 2006 si è aggiunto anche il gruppo Synergo.
Nel 2009 Cedas ha cambiato nome, diventando ufficialmente "Acqua & Sapone s.r.l.". Al 2012 Acqua & Sapone risulta avere 700 punti vendita in tutta Italia. La proprietà del marchio è della Londinese TDR Capital

## Media
L'azienda Acqua&Sapone S.r.l. è anche editrice di un mensile le cui copie sono in omaggio all'interno dei punti vendita oppure attraverso il sito internet , ed è chiamato EVA SALUTE By Acqua&Sapone avvalendosi dell'accordo commerciale con la società:  EDIZIONI EMPIRE S.r.l. , già titolare della rivista EVA e di altri magazine di vario genere.

## Sport e Sponsorizzazioni
Dal 2004 al 2012, Acqua & Sapone è stato lo sponsor principale dell'omonima squadra di ciclismo diretta da Palmiro Masciarelli; già nel 2002 aveva dato il nome a un'altra squadra ciclistica, con team manager Vincenzo Santoni, capitanata dal velocista Mario Cipollini.